# Pterodroma defilippiana
Pterodroma defilippiana е вид птица от семейство Procellariidae. Видът е световно застрашен, със статут Уязвим.

## Разпространение
Видът е разпространен в Чили.